# Деца црних очију
"Деца црних очију" је урбана легенда о наводним паранормалним бићима која подсећају на децу узраста од 6 до 16 година. Деца су бледе коже и црних очију и наводно су виђена да стопирају или су се нашла на прагу стамбених кућа. Сматра се да дете или деца долазе испред врата нечије куће, на пример, звоне на врата и питају нешто, било да је то да уђу унутра или да им се помогне да позову некога. Ако су људи нађу у колима, могу доћи на прозор и упитати да их повезу негде. Људи одмах почињу да осећају панику и страх као и немогућност да се помере, као да дете има моћ над њима. Обично су деца обучена у тамну одећу. Ако их људи одбију, вратиће се јачи. Људи који су доживели ово искуство, рекли су да им је рука сама кренула да отворе врата да пусте дете да уђе унутра, као да им дете контролише ум. И тренутак пре него што отворе врата, дете скине, на пример, капуљачу и открије своје црне очи. Људи се тада тргну и залупе врата. Шта се деси ако пак неко пусти дете у кућу, остаје мистерија. Приче о деци црних очију су се појавиле у поп култури крајем деведесетих година 20. века

## Историја
Претпоставља се да легенда потиче из 1988. године, када ју је објавио тексашки репортер Бриан Бетхел у "Поштанској листи повезаној са духовима" у вези два наводна сусрета са децом црних очију. Бетхел описује сусрет са двоје такве деце у Абилину, у Тексасу 1996. године и тврди да је друга особа имала сличан, неповезан сусрет у Портланду, у Орегону. Назване класичним примером језивих, Бетхелове приче су стекле толику популарност да их је он често објављивао само да би се задовољио потражњом информација о новој урбаној легенди. 2012. године, Брајан Бетхел је испричао своју причу о стварности телевизијске серије "Monsters and Mysteries in America". Он је написао чланак за новине Абилена, описујући своје искуство и одржавајући своје уверење легитимним.
2012. године, произведен је хорор филм "Деца црних очију", са "Kickstarter" средствима, чији је директор коментарисао да су "Деца црних очију" урбана легенда која плови интернетом већ годинама и да је то увек сматрао фасцинантним. Сматра се да је 2013. године, епизода MSN-а, "Недељно чудо" у којој су представљени извештаји о деци са црним очима, помогла ширењу легенде по интернету.
Током једне недеље, септембра 2014. године, британски таблоид "Daily Star", водио је 3 сензационалистичке приче на насловници о наводним виђењима деце црних очију, која су повезана са наводним прогањањем паба у Стафордширу. Лист је тврдио да шок расте, виђањем деце црних очију широм света. Наводна виђења су схваћена озбиљно од стране гонича духова, од којих су неки веровали да су деца црних очију ванземаљци, вампири или духови.
Научник Шерон А. Хил, није могао да пронађе никакву документацију о сусретима са децом црних очију, уз констатацију да су то "рекла-казала" приче о духовима. Хил сматра да легенда личи на "типичне сабласне фолклорне приче", као што су црни пас фантом, где предмет није натприродан и где можда никад није ни постојао стваран сусрет.